# Trainingszones
Trainingszones zijn een indeling van het inspanningsniveau waarop een sporttraining kan worden uitgevoerd. De zones worden vaak uitgedrukt in een tempo of in een hartslagritme.
De zones hebben elk een andere trainingsfunctie en corresponderen vaak ook met een ander metabolisme. Zo traint men in de lage trainingszones vooral vetverbranding, in de middenzones vooral aerobe glycogeenverbranding en in de hoogste zones anaerobe glycolyse.
Een klassieke indeling van de Atletiekunie is die in drie oplopende duurlooptempo's (D1, D2, D3) en twee oplopende interval tempo's (extensief en intensief).
Tegenwoordig hanteert men in de sportfysiologie bijna altijd zes hartslagzones die genummerd zijn van 0 tot en met 5. Twee zones onder de aerobe drempel, twee zones tussen de aerobe drempel en de anaerobe drempel en twee zones tussen de anaerobe drempel en de maximale hartslag. Deze zones kunnen worden bepaald door middel van een inspanningstest bij een sportmedisch adviescentrum.
Er is echter een groot aantal andere methoden in gebruik om tot een zonering te komen. De meeste schatten de zones op basis van de maximale hartslag, bijvoorbeeld de methode van Karvonen. Aangezien er een grote spreiding is in de ligging van de aerobe en anaerobe drempel ten opzichte van de maximale hartslag, zijn deze methoden zeer onbetrouwbaar.
Soms worden abusievelijk zoladz-zones gebruikt als indeling van trainingszones. Dit berust echter op een misverstand. Deze zones zijn uitsluitend bedoeld voor het uitvoeren van de zogenaamde zoladz-test.

## Intensiteit van training aan de hand van hartslagreserve: Karvonen
De formule van Karvonen (vernoemd naar de Finse wetenschapper Juha Karvonen) bepaalt de trainingsintensiteit TI aan de hand van de hartslagreserve en is met name geschikt voor goed getrainde mensen met een rusthartslag lager dan 60.
{\displaystyle {\text{TI}}={\frac {{\text{HF}}_{inspan}-{\text{HF}}_{rust}}{{\text{HF}}_{max}-{\text{HF}}_{rust}}}\times 100\%}
HFinspan = hartfrequentie tijdens de inspanning
HFrust = hartfrequentie in rust
HFmax = maximale hartfrequentie
De door Karvonen aanbevolen trainingszones zijn:
| Hersteltraining                 | (H)  | 45% - 60%  |
| Rustige duurtraining            | (D1) | 60% - 70%  |
| Intensieve duurtraining         | (D2) | 70% - 80%  |
| Maximale aerobe training (MLSS) | (D3) | 80% - 90%  |
| Weerstandstraining              | (W)  | 90% - 100% |

Voorbeeld voor 40-jarige man met een rustfrequentie van 70 en een maximale hartslag van 180 slagen per minuut die aan het trainen is aan met een hartfrequentie van 115.
HFmax  = 180
HFres = 180 - 70 = 110
TI = ((115 - 70) / 110) × 100% = 41%